# Mảng Juan de Fuca

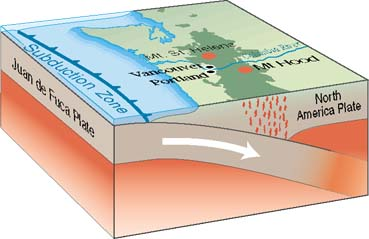
Hình khối mảng Juan de Fuca. USGS

Mảng Juan de Fuca được đặt theo tên của nhà thám hiểm Juan de Fuca, là một mảng kiến tạo có ranh giới là sống núi Juan de Fuca và bị hút chìm bên dưới phần phía tây của mảng Bắc Mỹ tại đới hút chìm Cascadia. Ranh giới phía nam là đới đứt gãy Blanco, phía bắc là đứt gãy Nootka, và chạy dọc theo phía tây của mảng Thái Bình Dương. Mảng Juan de Fuca trong quá khứ là một phần của một mảng Farallon, nhưng bây giờ phần lớn mảng này bị hút chìm bên dưới mảng Bắc Mỹ, và đã bị nứt ra thàm 3 mảnh nhỏ. Tên mảng đôi khi được sử dụng để chỉ toàn bộ mảng phía đông của đới tách giãn, và trong một số trường hợp khác chỉ đề cập đến mảng trung tâm. Khi cần phân biệt rõ ràng, mảnh phía nam được gọi là mảng Gorda và mảnh phía bắc được gọi là mảng Explorer. Các mảnh riêng biệt được phân giới rõ ràng bởi các dốc nghiêng lớn của đới tách giãn đáy biển và đới đứt gãy.
Hệ thống mảng hút chìm này hình thành dãy núi lửa Cascade và dãy Thái Bình Dương, là một phần của vành đai lửa Thái Bình Dương, chạy dọc theo bờ biển phía tây của Nam Mỹ từ miền nam British Columbia đến miền bắc California.
Các trận động đất chính gần đây nhất ở đới hút chìm Cascadia là trận động đất Cascadia năm 1700, được ước tinh là có độ lớn là từ 8.7 đến 9.2. Dựa trên việc định tuổi cacbon của các tích tụ do sóng thần địa phương, thì thời gian xuất hiện vào khoảng năm 1700. Theo báo cáo trong National Geographic ngày 8 tháng 12 năm 2003, các ghi nhận về sóng thần của Nhật Bản cho thấy rung động đã diễn ra vào tối thứ 3, ngày 26 tháng 1 năm 1700.
Vào năm 2008, các trận động đất nhỏ đã được quan sát trong mảng này. Các rung rộng bất thường đã được miêu tả là "có hơn 600 chấn động trong vòng 10 ngày qua trong bồn trũng cách 150 dặm về phía tây nam của Newport. "Các chấn động không giống với hầu hết các chấn động khác vì chúng không theo kiểu của một chấn động lớn, và theo sau là các dư chấn nhỏ hơn; tuy vậy, chúng đơn giản là một sự diễn ra liên tục các chấn động nhỏ. Hơn thế nữa, chúng khỗng xuất hiện tại ranh giới mảng kiến tạo, nhưng có thể là xuất hiện tại trung tâm của mảng. Các chấn động bên dưới mặt đất được ghi nhận bởi các ống nghe đặt dưới nước, và các nhà khoa học miêu tả các âm thanh này giống nhu sấm, và không giống bất kỳ âm thanh nào đã ghi nhận trước đó.